# Aarne Juutilainen
Aarne Edward Juutilainen (fi ; 18 octobre 1904 – 28 octobre 1976), surnommé « Marokon kauhu » (la « Terreur du Maroc »), est un capitaine de l'armée finlandaise qui a servi au Maroc dans la Légion étrangère entre 1930 et 1935. Après être retourné en Finlande, il sert dans l'armée finlandaise et devient un héros national lors de la bataille de Kollaa au cours de la guerre d'Hiver avec l'Union soviétique ; il acquiert ainsi sur le front une réputation légendaire grâce à son esprit combatif implacable,
. Durant la Seconde Guerre mondiale, il est blessé à trois reprises.

## Carrière militaire

### Au Maroc
Le 20 juin 1930, Juutilainen gagne la France et s'engage dans la Légion étrangère. Il est transféré au fort Saint-Nicolas à Marseille dans le Sud de la France, et de là, à Oran, en Algérie. Il passe un certain temps dans un camp d'entrainement dans la ville de  Sidi Bel Abbès, avant d'être transféré à Fez, au Maroc, où il participe à plusieurs combats contre les rebelles berbères dans les montagnes de l'Atlas. Du fait de ses états de service au Maroc, il est appelé la « Terreur du Maroc » par les troupes finlandaises.
La guerre dans le massif de l'Atlas est longue, et, en 1931, les combattants berbères se rendent. Juutilainen sert dans la Légion étrangère pendant cinq années pleines, et reçoit la croix de la Légion ainsi que la nationalité française. Il retourne en Finlande le 20 juin 1935, date à laquelle le Sud du Maroc se trouve sous protectorat français.

### Pendant la guerre d'Hiver

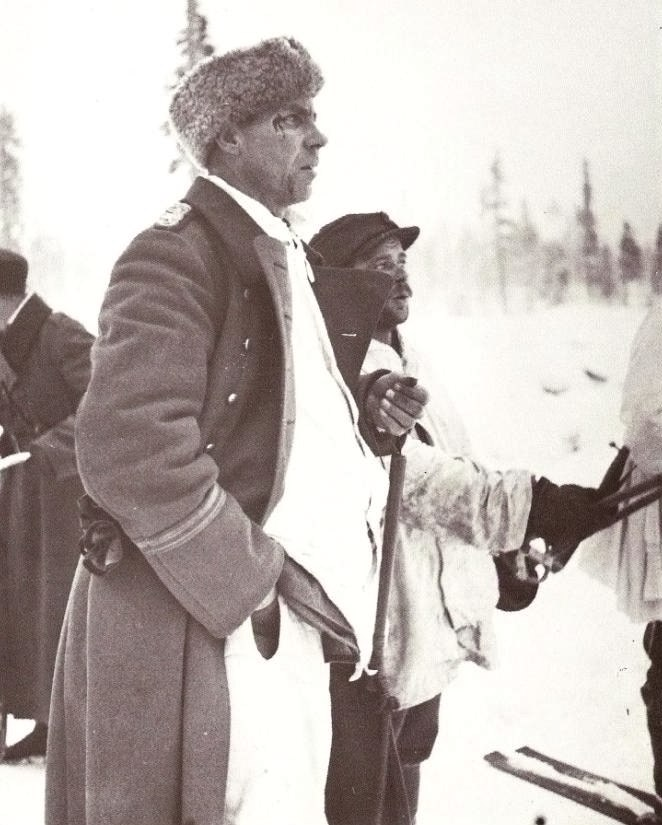
Le capitaine Juutilainen sur le front à Kollaa pendant la guerre d'Hiver.

En novembre 1939, l'Union soviétique attaque la Finlande, marquant le début de la guerre d'Hiver. Juutilainen sert dans l'armée finlandaise pendant cette guerre, notamment pendant la bataille de Kollaa.
À la question posée par le major général Woldemar Hagglund, « Est-ce que Kollaa va tenir ? », le lieutenant Juutilainen fait alors une réponse restée fameuse « Kollaa tiendra, sauf si nos ordres sont de nous enfuir » (« Kyllä kestää, ellei käsketä karkuun juoksemaan »).
Pendant qu'il commande à Kollaa en décembre 1939, Juutilainen négocie avec Hägglund la stratégie à adopter sur le front de Kollaa, où la bataille a une importance stratégique. « Sauf si nos ordres sont de nous enfuir » était à prendre en fait tout à fait littéralement, car une semaine auparavant, Juutilainen a reçu du régiment l'ordre de faire retraite, dont il n'a pas tenu compte. Après cet épisode,  Wilhelm Teittinen, le lieutenant-colonel commandant le régiment sur le front de Kollaa, rend hommage à Juutilainen en disant qu'il a créé l'esprit de Kollaa (« Hän loi Kollaan hengen »).
En 1940, il est devenu capitaine, commandant la « compagnie marocaine », une unité composée « de bons tireur et de bons skieurs » qui ont tous été décorés pour leur bravoure. Un compte-rendu de l'époque décrit l'unité en disant qu'elle a réalisé « des victoires surprenante dans ce secteur » pendant la guerre. Les hommes de Juutilainen l'appellent « papa » ; pour les entraîner, il fait appel à des techniques de guérilla qu'il a apprises à la Légion étrangère. À cette époque, il lui manque un doigt de la main droite, que lui a arraché un shrapnel russe.
La sixième compagnie du régiment d'infanterie 34, une unité mené par le lieutenant Juutilainen, incluait également le légendaire sniper Simo Häyhä, connu sous le nom de « Mort blanche ».